# ニンビン駅
ニンビン駅（ニンビンえき、ベトナム語：Ninh Bình / 𥩤寧平）はベトナム社会主義共和国のニンビン省ホアルーに位置するベトナム鉄道の駅。

## 歴史
- 1906年：開業[1]。
- 2015年：移設して新駅舎開業。